# Animal Crossing: New Horizons
Animal Crossing: New Horizons (あつまれ どうぶつの森, Atsumare Dōbutsu no Mori) é um jogo eletrônico de simulação social desenvolvido pela Nintendo Entertainment Planning & Development e publicado pela Nintendo. Foi lançado em 20 de março de 2020 para Nintendo Switch, sendo o quinto título principal da série Animal Crossing.
A jogabilidade de New Horizons é apresentada após o jogador assumir o papel de um personagem personalizável que se muda para uma ilha deserta depois de comprar um pacote através do personagem Tom Nook, que aparece em todos os títulos da série Animal Crossing. Acontecendo em tempo real, o jogador pode explorar a ilha de maneira não linear, coletando e criando itens, capturando insetos e peixes e desenvolvendo a ilha em uma comunidade de animais antropomórficos.
New Horizons foi um sucesso comercial, vendendo mais de 40 milhões de unidades até dezembro de 2021, e se tornando um dos jogos mais vendidos de Nintendo Switch e de todos os tempos. Foi aclamado pela crítica especializada, com muitos elogiando suas opções de jogabilidade e personalização. Ganhou o prêmio de jogo do ano no Famitsu Dengeki Game Awards 2020 e no Japan Game Awards 2020. Além disso, foi indicado em três categorias no The Game Awards 2020 vencendo na categoria Melhor Jogo para Família. O sucesso do jogo foi parcialmente atribuído ao seu lançamento durante a pandemia de COVID-19, com muitos jogadores buscando um sentimento de escapismo em meio a pedidos de quarentena em todo o mundo.

## Jogabilidade
Assim como nos jogos anteriores da série Animal Crossing, New Horizons é um jogo de simulação de vida jogado em tempo real. O tempo também muda de acordo com as estações do Hemisfério Norte ou Sul, dependendo da localização real do jogador, algo inédito na franquia. No inicio do jogo, você cria um aldeão, depois compra o pacote de fuga de Tom Nook e se muda para uma ilha deserta. Após a recepção de Tom Nook, o jogador é presentado com itens  essenciais como uma tenda e a partir daí o jogo prossegue de uma forma não linear, permitindo que o jogador jogue o jogo como quiser.
O jogador tem acesso diversos a recursos naturais, como frutas e madeira, que podem ser coletados e produzidos com uma variedade de itens e móveis conhecidos como "D.I.Y crafting". Os aldeões podem pegar insetos e peixes, plantar e cultivar árvores e flores, extrair recursos naturais como rochas, nadar no oceano, e posteriormente receber a opção de fazer alterações no terreno da ilha. Na ilha, você pode posicionar seus itens e decora-la do jeito que quiser. Fazendo tarefas simples o jogador é recompensado com "Nook Miles", que podem ser trocados com outros residentes da ilha, inclusive por recompensas. A outra moeda do jogo chama-se "Bells", bem recorrente na franquia Animal Crossing, e pode ser usada para comprar outros bens e serviços. Outra característica oferecida no início é a "Dodo Airlines", um aeroporto; através da Dodo Airlines (e bilhetes comprados através da Nook Miles) o jogador pode visitar outras ilhas para coletar recursos e conhecer outros moradores. O jogador pode convidar outros aldeões que se encontram em sua ilha, se quiserem. 
O jogador começa com outros dois aldeões na sua ilha que são aleatórios. Esses aldeões viverão ao lado do jogador e poderão interagir, construindo relacionamentos. Quando o jogador tiver feito progressos suficientes no jogo, Tom Nook fornecerá mais liberdade para expandir sua ilha. Outros lojistas visitarão e se estabelecerão na ilha, como por exemplo o dono do museu Blathers, que exibirá criaturas que foram capturadas pelo jogador. Posteriormente, a área principal se expandirá para uma Prefeitura, administrada por Tom Nook com a ajuda de Isabelle; outros edifícios e moradores povoarão a comunidade, e antigas tendas e lojas se tornarão uma estrutura mais permanente que ainda pode ser movida se o jogador quiser. A partir daí, a ilha receberá uma classificação de estrelas, geralmente começando com uma estrela e aumentando progressivamente à medida que sua ilha vai crescendo. Quando uma classificação de três estrelas é alcançada, K.K. Slider, um personagem recorrente na série, visitará e realizará um concerto na ilha, marcando o "fim" do jogo e os créditos irão ser reproduzidos. No entanto, mais opções de personalização da ilha são dadas ao jogador para um crescimento ainda maior da comunidade – como a capacidade de construir e destruir penhascos, porções de água e caminhos, coloquialmente referidos como "terraformação".
O jogo suporta uma ilha por Nintendo Switch. Animal Crossing: New Horizons suporta modo multijogador cooperativo local e online, com até quatro jogadores localmente e oito jogadores online capazes de ocupar uma ilha a qualquer momento, uma opção disponível através da Dodo Airlines. O jogo suporta cartas amiibo e figuras da série Animal Crossing, que podem ser usada para convidar um aldeão para a ilha temporariamente que pode ser convencido a se juntar à ilha. O recurso de salvamento na nuvem por meio do Nintendo Switch Online foi adicionada durante uma atualização no final de julho de 2020, permitindo que os usuários recuperassem dados do jogo caso seu Switch estiver sido quebrado ou perdido. Conteúdo para download é adicionado periodicamente adicionando novas tarefas, móveis e itens.  

## Desenvolvimento
O desenvolvimento de um novo título principal da série Animal Crossing para Nintendo Switch foi confirmado no Nintendo Direct em 13 de setembro de 2018, com uma data de lançamento não especificada em 2019. A Nintendo lançou o título e o primeiro trailer do jogo na Nintendo Direct da E3 2019 em 11 de junho de 2019. A empresa também anunciou que o jogo seria adiado até 20 de março de 2020, afirmando "para garantir que o jogo seja o melhor que pode ser, devemos pedir que você espere um pouco mais do que pensávamos." O presidente da Nintendo of America, Doug Bowser, citou um desejo de evitar a crise e manter um saudável equilíbrio entre trabalho e vida pessoal para os funcionários da Nintendo como o principal motivo do adiamento. O valor de mercado da Nintendo registrou uma perda de 3,5% em reação ao adiamento, totalizando uma perda total de valor superior a US$ 1 bilhão.
A diretora Aya Kyogoku e o produtor Hisashi Nogami afirmaram que selecionaram uma ilha deserta como cenário do jogo para diferenciar dos títulos anteriores de Animal Crossing, que são ambientados em aldeias estabelecidas e para permitir maior liberdade para o jogador personalizar o mundo do jogo.

## Lançamento
Animal Crossing: New Horizons foi lançado em 20 de março de 2020. A varejista de jogos EB Games foi criticada por permitir que os fãs que encomendaram o jogo juntamente com Doom Eternal se alinhassem em sua principal loja no Canadá na Yonge Street, Toronto, em meio a pandemia de COVID-19 no país, quando todos os níveis de governo instaram o público a fechar comércios não essenciais e manter o distanciamento social.

## Recepção
Animal Crossing: New Horizons recebeu "aclamação universal" de acordo com o agregador de resenhas Metacritic, tornando-se o jogo mais bem classificado da série no site. No entanto, o título foi sujeito a uma review bombing devido ao manuseio de perfis e sistema multijogador do Switch.
Jack Rear, do The Telegraph, elogiou o jogo, escrevendo que seus elementos "somam a receita DIY perfeita para o simulador de vida mais descontraído, relaxante e envolvente de todos os tempos". Sarah Fields, da Game Rant, escreveu que "além de fazer pleno uso das capacidades gráficas do Switch, New Horizons corrige uma miríade de aborrecimentos e problemas que New Leaf teve", e considerou New Horizons como um "um jogo descontraído que permite ao jogador escolher o que fará a qualquer momento".

### Vendas
New Horizons vendeu 1,88 milhão de cópias físicas no lançamento no Japão, quebrando o recorde de Pokémon Sword e Shield para a maior estreia de um jogo de Switch na região. O jogo vendeu 720.791 cópias físicas em sua segunda semana no Japão, vendendo mais do que New Leaf vendeu em sua primeira semana. Até 12 de abril de 2020, o jogo havia vendido 3.324.660 cópias físicas somente no Japão.
Na América do Norte, foi o jogo mais vendido de março de 2020, se tornando o segundo jogo mais vendido de 2020 e superando as vendas vitalícias de todos os jogos anteriores da série Animal Crossing. New Horizons gerou a terceira maior venda de mês de lançamento de qualquer jogo publicado pela Nintendo (desde que o NPD Group começou a monitorar as vendas de jogos eletrônicos a partir de 1995), depois de Super Smash Bros. Ultimate (2018) e Super Smash Bros. Brawl (2008).
As vendas físicas de lançamento do jogo no Reino Unido foram 3,5 vezes maiores do que as de Animal Crossing: New Leaf, tornando-o o maior lançamento único de um jogo de Switch na região. Ele também vendeu o triplo das unidades do segundo lugar, Doom Eternal.
New Horizons vendeu 5 milhões de cópias digitais em todo o mundo em um único mês, estabelecendo um novo recorde de vendas digitais ao vender mais unidades em um único mês do que qualquer outro jogo de console da história, superando o recorde anterior estabelecido por Call of Duty: Black Ops 4 (2018).
A Nintendo informou que 11,77 milhões de unidades foram vendidas até 31 de março de 2020 e um total de 13,41 milhões de unidades após seis semanas no mercado A partir de 30 de junho de 2020, o jogo vendeu 22,4 milhões de unidades, tornando-se o segundo jogo mais vendido do Nintendo Switch e o jogo mais vendido de 2020 até então. Em setembro de 2020, 26,04 milhões de unidades haviam sido vendidas em apenas seis meses de lançamento do título.
Em 9 de agosto de 2020, foi relatado que Animal Crossing: New Horizons tornou-se o segundo jogo mais vendido de todos os tempos no Japão, atrás apenas do jogo Pokemon Red & Blue. Em novembro de 2020, tornou-se o jogo mais rápido a vender mais de seis milhões de cópias no Japão.  Foi o título mais vendido do ano no Japão, o segundo jogo mais vendido do Reino Unido e o terceiro jogo mais vendido nos Estados Unidos. Até 31 de dezembro de 2020, o jogo havia vendido 31,18 milhões de unidades, tornando-se o segundo jogo mais vendido do Nintendo Switch, atrás apenas de Mario Kart 8 Deluxe.
Como o jogo foi lançado durante a pandemia de COVID-19, muitos atribuíram o seu sucesso à pessoas que buscavam uma sensação de normalidade durante um período de incerteza. A NBC News informou que "Animal Crossing: New Horizons é a distração do coronavírus que precisávamos", pois o jogo foi lançado em meio às ordens de quarentena em todo o mundo. Imad Khan, do The New York Times, chamou o jogo de um "fenômeno" e afirmou que "com o mundo sob uma pandemia, um jogo popular é uma peça de capricho oportunamente, especialmente para a geração do milênio". Durante a pandemia, o jogo foi usado por ativistas da democracia em Hong Kong, incluindo Joshua Wong, como uma plataforma para protestar. Em reação, o jogo foi removido de lojas on-line pelo governo chinês, onde esteve disponível no mercado cinza.